# Friedens- und Sicherheitsrat
Der Friedens- und Sicherheitsrat (französisch Conseil de paix et de sécurité; englisch Peace and Security Council; PSC) ist das sicherheitspolitische Organ der Afrikanischen Union (AU).

## Geschichte
Bereits aus dem Kreise des AU-Vorgängers, der Organisation für Afrikanische Einheit (OAU), war der gemeinsame Wille zur Bildung eines sicherheitspolitischen Organs zum Ausdruck gebracht worden. Auf der 29. Ordentlichen Versammlung der OAU-Staats- und Regierungschefs vom 28. bis zum 30. Juni 1993 in Kairo war eine Deklaration mit der Absicht einer künftigen gemeinsamen Konfliktprävention (Declaration of a Mechanism for Conflict Prevention, Management and Resolution) verabschiedet worden. Auf dieser Grundlage schuf man das Central Organ of the Mechanism for Conflict Prevention, Management and Resolution.
Auf der 37. Ordentlichen Versammlung am 9. bis 11. Juli 2001 in Lusaka befasste man sich mit der Eingliederung dieses OAU-Organs in die künftige Struktur der AU und beauftragte den Generalsekretär mit der Planung konkreter Schritte und der Findung eines neuen Namens.
In Nachfolge der OAU beschlossen die Staats- und Regierungschefs in der ersten regulären Sitzung der AU am 9. Juli 2002 in Durban ein Protokoll zur Errichtung ihres Friedens- und Sicherheitsrates, das nach Ratifizierung durch die Mitgliedsstaaten am 26. Dezember 2003 in Kraft trat. Damit wurden folgende zentrale Aufgaben dem neuen Organ zugewiesen: 
- Zuständigkeit für die Förderung des Friedens, der Sicherheit und Stabilität in Afrika,
- Präventionsdiplomatie und die Friedenswahrung,
- Maßnahmen bei Katastrophen und für humanitäre Aktivitäten,
- der Sicherheitsrat tritt an die Stelle des früheren Central Organ of the Mechanism  for the prevention, management and regulation of conflicts in Africa.[2]

Im März 2004 wurden auf der 4. Ordentlichen Sitzung des Exekutivrates der AU in Addis Abeba die 15 Mitglieder des Sicherheitsrates gewählt und seine Geschäftsordnung beschlossen. Ferner setzte man hierbei den Termin zum offiziellen Arbeitsbeginn für den 25. Mai 2004 fest, der mit einer feierlichen Zeremonie am Hauptsitz der Afrikanischen Union in Addis Abeba (Äthiopien) begangen wurde.

## Funktionsweise
Der Rat besteht gem. Art. 5 des Protokolls bezüglich der Einrichtung des Friedens- und Sicherheitsrates der Afrikanischen Union aus 15 gewählten Vertretern der Mitgliedstaaten und ist damit ein beschränktes Mitgliederorgan ähnlich dem Sicherheitsrat der Vereinten Nationen. Er kann – auf Grundlage einer entsprechenden Entscheidung der Unionsversammlung – Militärinterventionen und Friedenseinsätze in Afrika durchführen. Dies kann auch, beim Vorliegen bestimmter Voraussetzungen, gegen den Willen einzelner Mitgliedstaaten geschehen.
In den Friedens- und Sicherheitsrat werden 15 Mitglieder gewählt, die jeweils von drei Staaten aus Zentralafrika, drei aus Ostafrika, zwei aus Nordafrika, drei aus dem Südlichen Afrika und vier Staaten aus Westafrika gestellt werden. Die meisten seiner Sitzungen finden im Hauptquartier der AU, in Addis Abeba, statt.
Die derzeitigen Mitglieder des Rates sind:
- Ägypten
- Algerien
- Botswana
- Burundi
- Kenia
- Niger
- Nigeria
- Republik Kongo
- Ruanda
- Sambia
- Sierra Leone
- Südafrika
- Togo
- Tschad
- Uganda